# 入川橋
入川橋（いりかわばし）は埼玉県秩父市大滝の荒川（入川）に架かる国道140号（大滝道路）の道路橋である。

## 概要
秩父多摩甲斐国立公園の普通区域内の山地にある入川の第一橋である。奥秩父や雁坂トンネルを越えた山梨方面の主要な交通手段となっている橋で、橋長99メートル、幅員9.8メートル、有効幅員9.0メートル、最大支間長38.2メートルの3径間鋼連続箱桁橋である。歩道は両側に設置されている。欄干は鉄製である。
橋は起点側から見て滝川の流域沿いに向けて進路をとるように左にカーブしており、70度のカーブを持つ曲線橋である。橋の高さは河床から橋面まで30メートルである。
なお、国道の橋であるが管理者は埼玉県である。国道140号は国道と称しているが直轄国道ではなく補助国道であり、全区間県管理である。また、埼玉県の第一次特定緊急輸送道路に指定されている。橋を通る公共交通機関は存在しないが、橋の東詰に西武観光バスの路線バス中津川線や、秩父市営バス川又線の「川又」停留所がある。

## 歴史
川又を起点に全長15 kmにおよぶ道路建設は1981年（昭和56年）の完成を目指し1962年（昭和37年）度より着手されている。付近は急峻な山岳地であるため周囲に道路は無く難工事を極めていた。この入川橋の架設はその工事の核とされていた。施工は秩父多摩甲斐国立公園内に建設するため、自然を損なわない様、特別な工法を用いるなど配慮がされた。橋は1972年（昭和47年）に竣工された。橋の建設に要した工費は1億5300万円であった。橋は1973年（昭和48年）7月11日に開通した。橋の開通により現場への物資の搬送が容易になり、開通時点で既に川又から先の5割ほど着手している道路の建設工事の更なる進展や円滑化が期待された。また将来は山梨への最短ルートの一部となり、観光と産業の発展にも期待された。開通当初は秩父郡大滝村に架かる橋であったが、2005年（平成17年）4月1日の合併（平成の大合併）により大滝村は秩父市に合併され、所在地が秩父市に変わった。
2017年（平成29年）に橋の耐震補強工事が実施された。施工は株式会社山口組が行なった。この工事は後日埼玉県より、平成29年度の県土づくり優秀建設工事施工者としてその施工業者が表彰された。

## 周辺

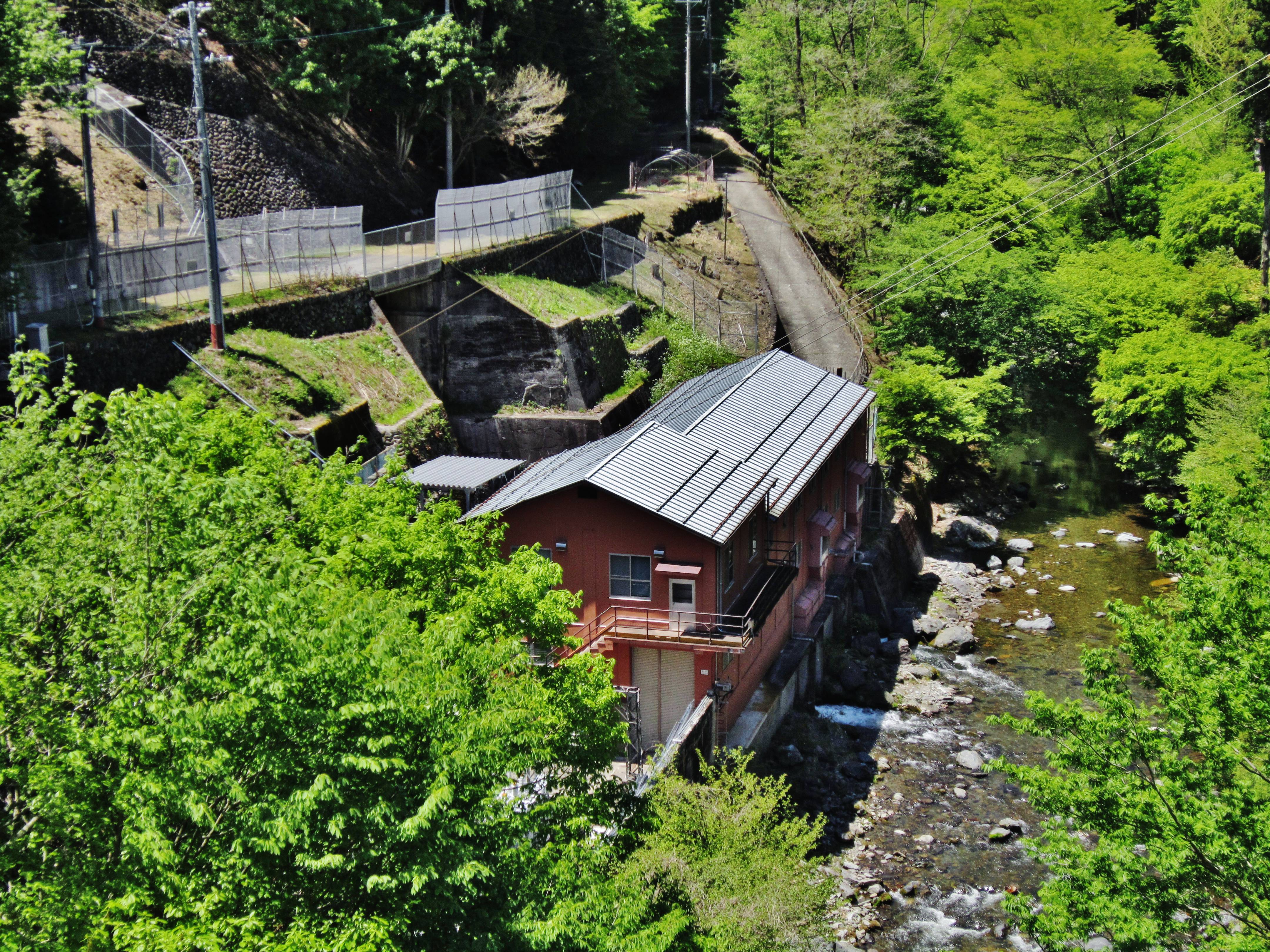
橋の下を流れる入川

本橋は秩父鉄道線三峰口駅から車で38分の場所に所在する。周囲は和名倉山（白石山）の北側の麓に当たり、秩父多摩甲斐国立公園の公園区域である普通地域の区域に指定されている他、特別地域の区域も近い。橋のすぐ下流側には入川と滝川の合流点があり、これより下流で荒川と名を変えている。なお、荒川起点の碑はここではなく、入川を遡った上流側の入川と赤沢の合流点（赤沢出会）にある。
- 東京発電川又発電所 - 上流の荒川起点の碑付近に所在する川又堰堤より取水
- 栃本堰堤 - 下流に所在する東京発電栃本発電所の付帯設備
- 川又バス停留所
- 川又橋 -  入川橋の東側、旧道とバイパスの合流点にある国道140号の橋（桟道橋）。1997年（平成9年）架設、橋長84.0メートル[13]。
- 川又吊り橋 - 正式名称不明。『荒川 人文II - 荒川総合調査報告書3 - 』では橋長30メートルの無名の「吊橋」と記される[4]。
- 入川渓谷
- 滝川渓谷